# Bodhisattva

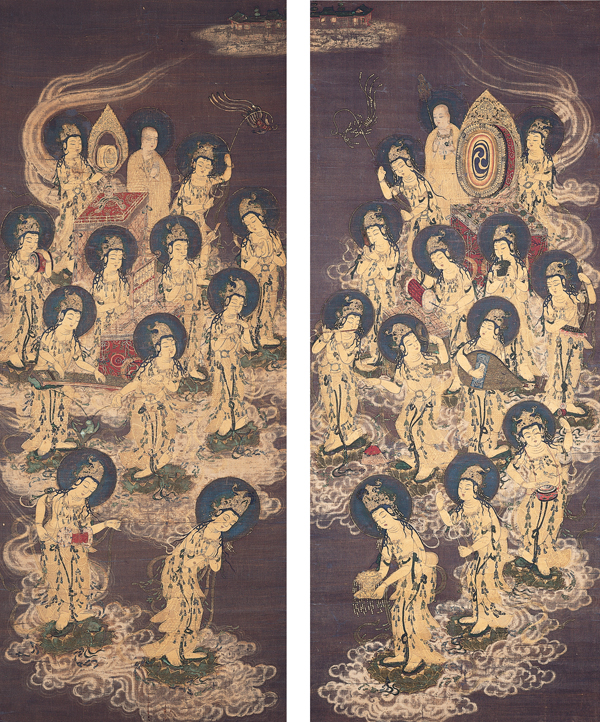
Twenty-five Bodhisattvas Descending from Heaven, japansk målning, ungefär 1300.

En bodhisattva är inom buddhismen en person som strävar efter att bli en samyaksambuddha.
Beskrivningen av bodhisattvor som personer som avstår från upplysning i syfte att rädda alla varelser, är endast korrekt om sett från den tidiga buddhismens perspektiv. Sett från detta perspektiv avstår en bodhisattva från att uppgå i nirvana som en arahant, och väljer istället den betydligt längre vägen mot samyaksambuddhaskap. En bodhisattva avstår dock inte från buddhaskap.

## Tidig buddhism
Inom tidig buddhism, inklusive theravada, används termen främst för att referera till Shakyamunis tidigare liv, då han strävade mot buddhaskap. Trots detta förekommer även nya bodhisattvor inom theravada, om än mycket få.

## Mahayana
I mahayana är bodhisattvaidealet starkt, och enligt Rupert Gethin anser mahayana att "den enda legitima buddhistiska vägen är vägen av en bodhisattva". Mahayanasutrorna tar två olika inställningar till arahanter och pratyekabuddhor: den ena är att arahanter och pratyekabuddhor uppnått en slags nirvana, men att denna typ av upplysning är underlägsen jämfört med samyaksambuddhaskap, som bodhisattvor strävar mot. Den andra inställningen, som bland annat uttrycks i lotussutran, är att den upplysning som nås av arahanter och pratyekabuddhor egentligen inte existerar. Istället betraktas arahantskap och pratyekabuddhaskap som koncept Shakyamuni lärde ut för att få fler att förr eller senare följa bodhisattvavägen. Enligt denna inställning gentemot arahanter och pratyekabuddhor, är det oundvikligt för arahanter och pratyekabuddhor att till slut följa bodhisattvavägen mot samyaksambuddhaskap.
Hur länge det anses ta för en bodhisattva att nå buddhaskap varierar mellan olika inriktningar, och en uppfattning är att det kan ta upp till tre asaṃkhyāta (oräknerligt långa) kalpor. Innan bodhisattvavägen påbörjas måste dock utövaren först utveckla bodhicitta, en strävan mot upplysning i syfte att rädda alla medvetna varelser från samsara. För att en bodhisattva ska nå buddhaskap måste ett antal specifika dygder (paramitor) uppnås, och bodhisattvan går också igenom ett antal andliga stadier(bhumi).

## Några kända bodhisattvor
- Avalokiteshvara (i Kina känd som Guanyin och i Japan som Kannon)
- Manjusri
- Maitreya
- Ksitigarbha
- Mahasthamaprapta
- Samantabhadra